# Eliminatórias da Copa do Mundo FIFA de 2026 – OFC
A zona oceânica (OFC) das Eliminatórias da Copa do Mundo FIFA de 2026 foi disputada entre setembro de 2024 e março de 2025. Está edição marcou a primeira vez que a Confederação de Futebol da Oceania recebeu uma vaga direta na Copa do Mundo FIFA de 2026.

## Formato
As eliminatórias foram disputadas da seguinte forma:
- Primeira fase: As quatro piores seleções ranqueadas no ranking Mundial da FIFA irão disputar a única vaga para a segunda fase em formato eliminatório.
- Segunda fase: A seleção vencedora da primeira fase irá se juntar as melhores colocadas no ranking em dois grupos com quatro seleções cada. Os dois melhores colocados de cada grupo avançam para a terceira fase.
- Terceira fase: As quatro seleções que avançaram da segunda fase irão disputar esta fase em formato eliminatório, com o vencedor se classificando diretamente para a Copa do Mundo FIFA de 2026 e o segundo lugar se classificando para a repescagem.

## Participantes
Espera-se que todas as onze seleções afiliadas disputem as eliminatórias.
- Fiji
- Ilhas Cook
- Ilhas Salomão
- Nova Caledônia
- Nova Zelândia
- Papua-Nova Guiné
- Samoa
- Samoa Americana
- Taiti
- Tonga
- Vanuatu

## Calendário
O calendário para as eliminatórias é o seguinte:
| Fase          | Rodada          | Data                      | Sedes(s)                         |
| ------------- | --------------- | ------------------------- | -------------------------------- |
| Primeira fase | Primeira rodada | 6 de setembro de 2024     | Samoa                            |
| Primeira fase | Segunda rodada  | 9 de setembro de 2024     | Samoa                            |
| Segunda fase  | Primeira rodada | 10–12 de outubro 2024     | Fiji e Vanuatu                   |
| Segunda fase  | Segunda rodada  | 11–18 de novembro de 2024 | Nova Zelândia e Papua-Nova Guiné |
| Segunda fase  | Terceira rodada | 11–18 de novembro de 2024 | Nova Zelândia e Papua-Nova Guiné |
| Terceira fase | Semifinais      | março de 2025             | Nova Zelândia                    |
| Terceira fase | Final           | março de 2025             | Nova Zelândia                    |

## Sorteio
O sorteio para as duas primeiras fases foi realizado na sede da FIFA em 18 de julho de 2024. A separação nos potes foi baseada no ranking da FIFA de julho de 2024 (mostrados entre parênteses).
| Segunda fase                                 | Segunda fase                                                          | Segunda fase                                        | Primeira fase                                                              |
| Pote 1                                       | Pote 2                                                                | Pote 3                                              | Primeira fase                                                              |
| -------------------------------------------- | --------------------------------------------------------------------- | --------------------------------------------------- | -------------------------------------------------------------------------- |
| 1. Nova Zelândia (94) 2. Ilhas Salomão (141) | 1. Fiji (153) 2. Taiti (158) 3. Nova Caledônia (160) 4. Vanuatu (162) | 1. Papua-Nova Guiné (168) 2. Vencedor primeira fase | 1. Ilhas Cook (186) 2. Samoa Americana (187) 3. Samoa (192) 4. Tonga (200) |

1. ↑  O vencedor da primeira fase não era conhecido no momento do sorteio.

## Primeira fase
O sorteio para esta fase ocorreu em julho de 2024 e foi disputada entre 6 e 9 de setembro de 2024 em Samoa. As quatro piores seleções ranqueadas no ranking Mundial da FIFA irão disputar a única vaga para a segunda fase em formato eliminatório.

### Chaveamento
|  | Semifinais      | Semifinais      | Semifinais  |             |       | Final | Final | Final |  |
|  |                 |                 |             |             |       |       |       |       |  |
|  | Ilhas Cook      | Ilhas Cook      | 1           |             |       |       |       |       |  |
|  | Ilhas Cook      | Ilhas Cook      | 1           |             |       |       |       |       |  |
|  | Tonga           | Tonga           | 3           |             |       |       |       |       |  |
|  | Tonga           | Tonga           | 3           |             | Tonga | Tonga | 1     |       |  |
|  |                 |                 |             |             | Tonga | Tonga | 1     |       |  |
|  |                 |                 | Samoa (pro) | Samoa (pro) | 2     |       |       |       |  |
|  | Samoa Americana | Samoa Americana | Samoa (pro) | Samoa (pro) | 2     | 0     |       |       |  |
|  | Samoa Americana | Samoa Americana |             |             |       |       |       |       |  |
|  | Samoa           | Samoa           | 2           |             |       |       |       |       |  |

### Semifinais
| 6 de setembro de 2024 | Ilhas Cook | 1 – 3                            | Tonga                                        | Estádio Nacional, Apia                |
| 11:00 (UTC+13)        | Kumsuz 63' | Relatório (FIFA) Relatório (OFC) | Tikoipau 27' · Polovili 39' (pen) · Kefu 79' | Público: 300 Árbitro: NZL Calvin Berg |

| 6 de setembro de 2024 | Samoa Americana | 0 – 2                            | Samoa                        | Estádio Nacional, Apia                   |
| 15:00 (UTC+13)        |                 | Relatório (FIFA) Relatório (OFC) | Tumua 60' (pen) · Vaai 90+7' | Público: 600 Árbitro: TAH Norbert Hauata |

### Final
O vencedor desta partida avança para a segunda fase.
| 9 de setembro de 2024 | Tonga        | 1 – 2 (pro)                      | Samoa                           | Estádio Nacional, Apia                   |
| 15:00 (UTC+13)        | Sonasi 45+1' | Relatório (FIFA) Relatório (OFC) | Salisbury 82' · Faamatau 105+3' | Público: 500 Árbitro: NCL Médéric Lacour |

## Segunda fase
A segunda fase será disputada entre 10 de outubro e 18 de novembro de 2024 em dois grupos com quatro seleções cada. As partidas serão disputadas em Fiji, Nova Zelândia, Papua-Nova Guiné e Vanuatu.

### Grupo A
| Pos | Equipe           | Pts | J | V | E | D | GP | GC | SG | Classificado  |  |     |     |     |     |
| --- | ---------------- | --- | - | - | - | - | -- | -- | -- | ------------- |  | --- | --- | --- | --- |
| 1   | Nova Caledônia   | 7   | 3 | 2 | 1 | 0 | 7  | 4  | +3 | Terceira fase |  | —   |     |     | 3–1 |
| 2   | Fiji             | 5   | 3 | 1 | 2 | 0 | 5  | 4  | +1 | Terceira fase |  | 1–1 | —   |     |     |
| 3   | Ilhas Salomão    | 3   | 3 | 1 | 0 | 2 | 4  | 5  | −1 | Eliminados    |  | 2–3 | 0–1 | —   |     |
| 4   | Papua-Nova Guiné | 1   | 3 | 0 | 1 | 2 | 5  | 8  | −3 | Eliminados    |  |     | 3–3 | 1–2 | —   |

| 10 de outubro de 2024 | Nova Caledônia                                      | 3 – 1                            | Papua-Nova Guiné | Estádio Nacional, Suva (Fiji)                   |
| 16:00 (UTC+12)        | Athale 20' (pen) · Gope-Fenepej 45' · Haewegene 83' | Relatório (FIFA) Relatório (OFC) | Semmy 78'        | Público: 1 000 Árbitro: NZL Campbell-Kirk Waugh |

| 10 de outubro de 2024 | Ilhas Salomão | 0 – 1                            | Fiji        | Estádio Nacional, Suva (Fiji)              |
| 19:00 (UTC+12)        |               | Relatório (FIFA) Relatório (OFC) | Krishna 13' | Público: 2 000 Árbitro: TAH Norbert Hauata |

| 14 de novembro de 2024 | Ilhas Salomão      | 2 – 3                            | Nova Caledônia                        | Estádio Nacional, Porto Moresby (Papua-Nova Guiné) |
| 13:00 (UTC+10)         | Lea'i 9' · Wae 39' | Relatório (FIFA) Relatório (OFC) | Athale 6' (pen), 59' (pen) · Waia 69' | Público: 1 000 Árbitro: NZL Calvin Berg            |

| 14 de novembro de 2024 | Papua-Nova Guiné                  | 3 – 3                            | Fiji                                      | Estádio Nacional, Porto Moresby (Papua-Nova Guiné) |
| 16:00 (UTC+10)         | Joe 2' · Kepo 45' · Gunemba 90+4' | Relatório (FIFA) Relatório (OFC) | Dunn 43' · Krishna 54' (pen) · Nand 90+5' | Público: 1 428 Árbitro: NZL Matthew Conger         |

| 17 de novembro de 2024 | Fiji                | 1 – 1                            | Nova Caledônia | Estádio Nacional, Porto Moresby (Papua-Nova Guiné) |
| 13:00 (UTC+10)         | Krishna 45+4' (pen) | Relatório (FIFA) Relatório (OFC) | Katrawa 59'    | Público: 877 Árbitro: TAH Norbert Hauata           |

| 17 de novembro de 2024 | Papua-Nova Guiné | 1 – 2                            | Ilhas Salomão             | Estádio Nacional, Porto Moresby (Papua-Nova Guiné) |
| 16:00 (UTC+10)         | Semmy 90+2'      | Relatório (FIFA) Relatório (OFC) | David 41' · Lea'alafa 68' | Público: 1 284 Árbitro: NZL Campbell-Kirk Waugh    |

### Grupo B
| Pos | Equipe        | Pts | J | V | E | D | GP | GC | SG  | Classificado  |  |     |     |     |     |
| --- | ------------- | --- | - | - | - | - | -- | -- | --- | ------------- |  | --- | --- | --- | --- |
| 1   | Nova Zelândia | 9   | 3 | 3 | 0 | 0 | 19 | 1  | +18 | Terceira fase |  | —   | 3–0 | 8–1 |     |
| 2   | Taiti         | 6   | 3 | 2 | 0 | 1 | 5  | 3  | +2  | Terceira fase |  |     | —   | 2–0 |     |
| 3   | Vanuatu       | 3   | 3 | 1 | 0 | 2 | 5  | 11 | −6  | Eliminados    |  |     |     | —   | 4–1 |
| 4   | Samoa         | 0   | 3 | 0 | 0 | 3 | 1  | 15 | −14 | Eliminados    |  | 0–8 | 0–3 |     | —   |

| 11 de outubro de 2024 | Nova Zelândia                  | 3 – 0                            | Taiti | Estádio Freshwater, Porto Vila (Vanuatu)   |
| 13:00 (UTC+11)        | Just 2' · Wood 67' · Waine 89' | Relatório (FIFA) Relatório (OFC) |       | Público: 1 000 Árbitro: NCL Médéric Lacour |

| 12 de outubro de 2024 | Vanuatu                                 | 4 – 1                            | Samoa       | Estádio Freshwater, Porto Vila (Vanuatu) |
| 14:00 (UTC+11)        | Saniel 7' · Alick 36', 57' · Kalo 90+1' | Relatório (FIFA) Relatório (OFC) | Viliamu 55' | Público: 3 000 Árbitro: SOL Ben Aukwai   |

| 15 de novembro de 2024 | Samoa | 0 – 3                            | Taiti                                   | Waikato Stadium, Hamilton (Nova Zelândia) |
| 16:00 (UTC+13)         |       | Relatório (FIFA) Relatório (OFC) | Kaspard 60' · Mathon 65' · T. Tehau 87' | Público: 638 Árbitro: FIJ Kavitesh Behari |

| 15 de novembro de 2024 | Nova Zelândia                                                                                      | 8 – 1                            | Vanuatu   | Waikato Stadium, Hamilton (Nova Zelândia) |
| 19:30 (UTC+13)         | Garbett 11' · Wood 23', 24' · Bindon 32' · Kaltak 38' (g.c.) · Just 74' · Singh 82' · McCowatt 89' | Relatório (FIFA) Relatório (OFC) | Tasip 17' | Público: 10 113 Árbitro: SOL Ben Aukwai   |

| 18 de novembro de 2024 | Taiti                                   | 2 – 0                            | Vanuatu | Mount Smart Stadium, Auckland (Nova Zelândia) |
| 16:00 (UTC+13)         | Spokeyjack 8' (g.c.) · Mathon 69' (pen) | Relatório (FIFA) Relatório (OFC) |         | Público: 395 Árbitro: NCL Médéric Lacour      |

| 18 de novembro de 2024 | Samoa | 0 – 8                            | Nova Zelândia                                                                                  | Mount Smart Stadium, Auckland (Nova Zelândia) |
| 19:30 (UTC+13)         |       | Relatório (FIFA) Relatório (OFC) | McCowatt 24' · Wood 28', 34', 61' · Stamenić 62' · de Vries 76' · Just 87' · Waine 90+2' (pen) | Público: 5 327 Árbitro: FIJ Veer Singh        |

## Terceira fase
Esta fase será disputada na Nova Zelândia em março de 2025. O vencedor irá se classificar diretamente para a Copa do Mundo FIFA de 2026 e o segundo colocado irá avançar para a repescagem.

### Chaveamento
|  | Semifinais     | Semifinais     | Semifinais    |               |                | Final          | Final | Final |  |
|  |                |                |               |               |                |                |       |       |  |
|  | Nova Caledônia | Nova Caledônia | 3             |               |                |                |       |       |  |
|  | Nova Caledônia | Nova Caledônia | 3             |               |                |                |       |       |  |
|  | Taiti          | Taiti          | 0             |               |                |                |       |       |  |
|  | Taiti          | Taiti          | 0             |               | Nova Caledônia | Nova Caledônia | 0     |       |  |
|  |                |                |               |               | Nova Caledônia | Nova Caledônia | 0     |       |  |
|  |                |                | Nova Zelândia | Nova Zelândia | 3              |                |       |       |  |
|  | Nova Zelândia  | Nova Zelândia  | Nova Zelândia | Nova Zelândia | 3              | 7              |       |       |  |
|  | Nova Zelândia  | Nova Zelândia  |               |               |                |                |       |       |  |
|  | Fiji           | Fiji           | 0             |               |                |                |       |       |  |

### Semifinais
| 21 de março de 2025 | Nova Caledônia                     | 3 – 0                            | Taiti | Wellington Regional Stadium, Wellington     |
| 15:10 (UTC+13)      | Gope-Fenepej 51', 76' · Waya 90+1' | Relatório (FIFA) Relatório (OFC) |       | Público: 1 948 Árbitro: NZL CK Kawana-Waugh |

| 21 de março de 2025 | Nova Zelândia                                                            | 7 – 0                            | Fiji | Wellington Regional Stadium, Wellington     |
| 19:10 (UTC+13)      | Wood 6', 56', 60' · Singh 17' · Bindon 23' · Payne 33' · Barbarouses 73' | Relatório (FIFA) Relatório (OFC) |      | Público: 20 947 Árbitro: TAH Norbert Hauata |

### Final
| 24 de março de 2025 | Nova Caledônia | 0 – 3                            | Nova Zelândia                           | Eden Park, Auckland                     |
| 19:00 (UTC+13)      |                | Relatório (FIFA) Relatório (OFC) | Boxall 62' · Barbarouses 66' · Just 80' | Público: 25 132 Árbitro: SOL Ben Aukwai |

## Repescagem intercontinental
A seleção segundo colocada irá se juntar a uma seleção da AFC, CAF, CONMEBOL e duas da CONCACAF na repescagem. Duas das equipes serão classificadas com base no Ranking Mundial Masculino da FIFA. As equipes classificadas disputarão uma vaga na Copa do Mundo da FIFA contra os vencedores das duas primeiras eliminatórias envolvendo as quatro equipes não classificadas.